# Tahir Saeed
Tahir Saeed – pakistański zapaśnik walczący w stylu wolnym. Zajął czwarte miejsce na mistrzostwach Azji w 1987 i 1989. Mistrz Igrzysk Azji Południowej w 1987 i drugi w 1985 roku.